# Nazionale femminile di pallacanestro della Comunità degli Stati Indipendenti
La nazionale di pallacanestro femminile della Squadra Unificata, meglio conosciuta come nazionale di pallacanestro femminile della Comunità degli Stati Indipendenti, è stata una selezione, nata nel 1992 dalla dissoluzione della nazionale dell'URSS, composta dalle migliori giocatrici delle squadre sportive dell'ex-Unione Sovietica.
È stata allenata da Evgenij Gomel'skij.

## Storia
Si è formata per partecipare in forma unificata ai Giochi della XXV Olimpiade di Barcellona, dove ha vinto l'oro.

La squadra consisteva di atlete di tutte le ex-repubbliche sovietiche, ad eccezione dei Paesi Baltici e della Georgia, che non entrò nella CSI fino al 1993.

Un'esperienza simile si era avuta dal 1956 al 1964 per le squadre della Germania Est e Germania Ovest che parteciparono come Squadra Unificata Tedesca.

## Risultati

### Qualificazione Olimpica
| Data           | Luogo | Avversaria    | Pf - Ps  | Note                            |
| -------------- | ----- | ------------- | -------- | ------------------------------- |
| 28 maggio 1992 | Vigo  | Giappone      | 96 - 69  |                                 |
| 29 maggio 1992 | Vigo  | Corea del Sud | 105 - 73 |                                 |
| 31 maggio 1992 | Vigo  | Senegal       | 2 - 0    | Il Senegal si ritira dal torneo |
| 1 giugno 1992  | Vigo  | Italia        | 88 - 55  |                                 |
| 3 giugno 1992  | Vigo  | Messico       | 85 - 50  |                                 |
| 4 giugno 1992  | Vigo  | Canada        | 101 - 57 |                                 |
| 5 giugno 1992  | Vigo  | Bulgaria      | 105 - 86 |                                 |

### Olimpiade
- Olimpiade 1992 -  1°

## Formazione
Pallacanestro ai Giochi della XXV Olimpiade - Torneo femminile4 Žyrko, 5 Baranova, 6 Gerlic, 7 Tornikidu, 8 Švajbovič, 9 Tkačenko, 10 Minch, 11 Chudašova, 12 Sumnikova, 13 Šakirova, 14 Zasul'skaja, 15 Zabolueva,        All. Evgenij Gomel'skij

## Nazionali giovanili
- Selezioni giovanili della nazionale di pallacanestro della Comunità degli Stati Indipendenti